# Hauke Strübing
Hauke Peter Strübing (* 2. Juli 1938 in Glückstadt; † 12. Mai 2022 in Schwäbisch Hall) war ein deutscher Radiomoderator, Herausgeber, Mitarbeiter und Redakteur verschiedener deutscher Country-Magazine sowie Webmaster der Internetseite allaboutcountrymusic.de.

## Leben
Durch die Grand-Ole-Opry-Sendung im AFN kam Hauke Strübing im Teenageralter zur Country-Musik. Er suchte den Kontakt zu verschiedenen AFN-Diskjockeys. Ab Januar 1961 veröffentlichte er die European Country & Western Hitparade auf der Grundlage verschiedener Country-Sendungen des AFN. Er wurde Mitarbeiter der Zeitschrift Hillbilly und gestaltete maßgeblich die Country-Magazine European Hayride und Country Corner in den Jahren 1962 bis 1964 bzw. 1973 bis 1978. In 19 Jahren gestaltete und moderierte er beim Südfunk Stuttgart (heute SWR), bei Radio Regional in Heilbronn (heute: Radio Ton) und bei RMB-Radio in Waiblingen (heute: Energy Stuttgart) über 850 Country- und Oldie-Sendungen.
Ab Mitte der 70er-Jahre stellte er für diverse deutsche Plattenfirmen  Country-Sampler zusammen, u. a. für Teldec die Doppelalben Western Express, The Golden Era Of Country & Western Hits 1950 – 1966, A Super Country & Western Festival, Country Music Hall Of Fame Vol. 5, für RCA Mit Banjo & Fiddle, The Best Of Country & West Vol. 6, für EMI Masters Of Country & Western Vol.5 – Buck Owens, für Phonogram das Doppelalbum Country Jubilee, das als Country Special wiederveröffentlicht wurde. Außerdem verfasste er eine Reihe weiterer Rückseitentexte.
Mit dem Slogan Die Country Music seit 50 Jahren im Blick begrüßt Strübing seit 17. Mai 2002 die Besucher seiner Homepage, auf der er eine Fülle von Beiträgen (bis August 2005 bereits ca. 400 Artikel) veröffentlicht hat, die auch einen tiefen Einblick in die Entwicklungsgeschichte der Country-Musik generell und in Deutschland gibt. 

### Mitarbeit bei Country-Magazinen
- Jan. 1961 – Okt. 1962 Herausgabe der European C & W Hitparade
- Dez. 1962 – Jun. 1964 Redaktion und Herausgeber des Country-Magazins European Hayride
- Jun. 1964 – Aug. 1964 Mitarbeiter des Country Magazins Western Saloon
- Okt. 1973 – Dez. 1978 Redaktionsleitung des Country Magazins Country Corner

### Rundfunktätigkeit
- 1975 – 1981 Süddeutscher Rundfunk, Sendung Country Corner auf Südfunk 2 und Südfunk 3
- 1987 – 1995 Radio Regional Heilbronn, Sendungen Country Treff und Oldiekiste
- 1996 – 1999 RMB-Radio Waiblingen, Sendung Stars 'n' Stripes

## Auszeichnungen
- 1977: Ehrenbürger der Stadt Nashville
- 1977: Ehrenbürger von Tennessee